# Dichotomius crinicollis
Dichotomius crinicollis är en skalbaggsart som beskrevs av Ernst Friedrich Germar 1824. Dichotomius crinicollis ingår i släktet Dichotomius och familjen bladhorningar. Inga underarter finns listade i Catalogue of Life.